# Chóvar
Chóvar (valencianisch: Xóvar) ist eine Gemeinde (Municipio) mit 312 Einwohnern (Stand: 2024) in der Provinz Castellón in der spanischen autonomomen Region Valencia. 

## Geographie
Chóvar liegt etwa 23 Kilometer westsüdwestlich der Provinzhauptstadt Castellón de la Plana und etwa 51 Kilometer nordnordöstlich von Valencia im Bezirk Alto Palancia in einer Höhe von ca. 415 m im Naturpark Parc Natural de la Serra d’Espada. 

## Sehenswürdigkeiten

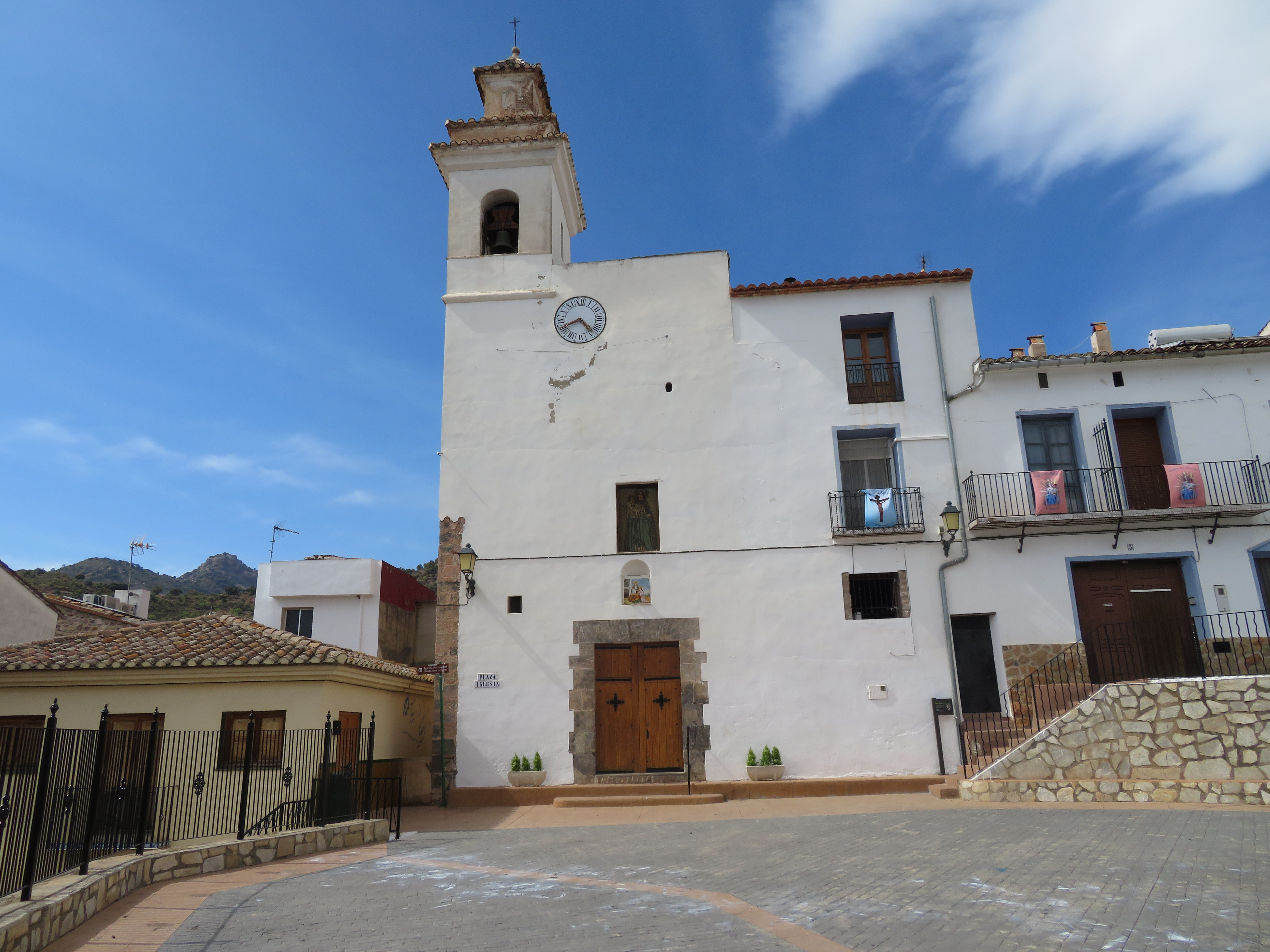
Annenkirche
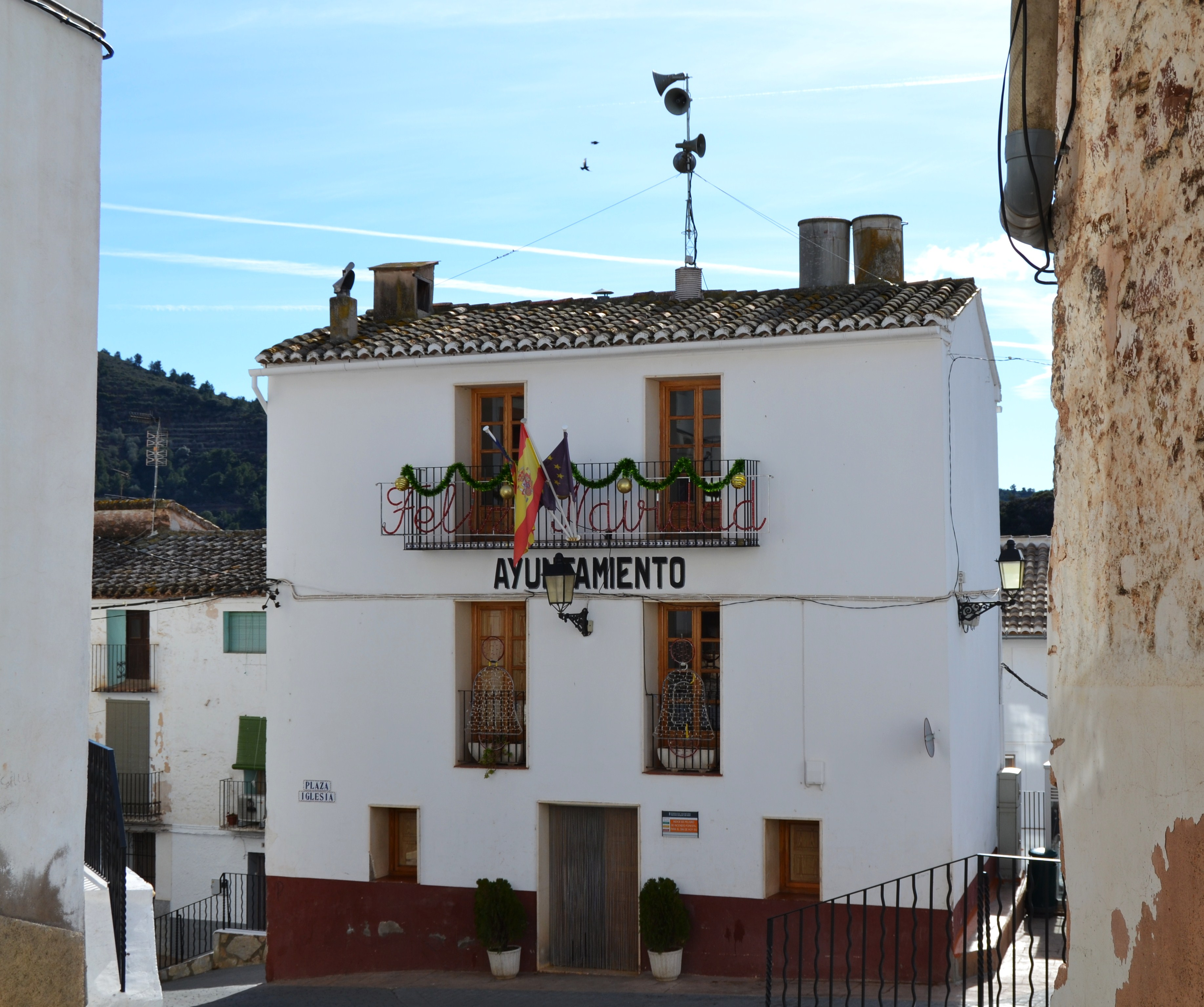
Rathaus

- Annenkirche
- Rathaus